# Marcos Coelho Neto (figlio)
Marcos Coelho Neto (Vila Rica, 1763 – Vila Rica, 23 ottobre 1823) è stato un compositore brasiliano.
Nacque nella colonia mineraria di Vila Rica, oggi Ouro Preto, nel 1763, dove suo padre, ex schiavo, era diventato un trombettiere e un compositore. Il giovane Coelho Neto seguì le orme del padre come compositore e strumentista: suonava, come il genitore, il corno e la tromba ed erano entrambi membri delle confraternite di São José dos Homens Pardos e Nossa Senhora das Mercês de Cima di Vila Rica.
Coelho Neto fu un talento precoce: infatti, già nel 1785 fu incaricato della produzione di tre opere liriche e di due drammi per la celebrazione del matrimonio di Giovanni VI e di Carlota Joaquina.
Oggi è famoso soprattutto per la composizione dell'inno Maria Mater Gratiae, risalente al 1796, uno dei brani più conosciuti della musica coloniale brasiliana, noto soprattutto per la sua eleganza e per la sua creatività.
Tra le altre sue opere principali è da ricordare anche Ladainhas de Nossa Senhora.
A causa dell'identità dei nomi tra lui e suo padre, è sorta una certa confusione sulla paternità delle sue opere autografe: recenti ricerche di Carlos Alberto Baltazar indicano infatti che una buona parte dei pezzi attribuiti al padre sono stati invece scritti da suo figlio. 
Oltre a suonare nelle confraternite, fu incaricato di suonare anche nelle cerimonie del Senato della Camera e presso il Teatro dell'Opera.
Morì il 23 ottobre 1823 a Vila Rica.